# الدولة السويرية
الدَّوْلَةُ السَّوِيرِيَّة، نسبةً إلى مؤسسها سَوِيرُس، دولةٌ رومية ملكت الإمبراطورية الرومية من سنة 193 إلى سنة 235 للميلاد. أسّسها الملك سَوِيرُس السَّفتِيميُّ الذي ظهر على خصومه في فتنة الأباطرة الخمسة (193–197)، فملك وامرأتَه أمرَ الروم ثمانيَ عشرة سنة (193–211). وتسمى أيضا الدَّوْلَةَ السَّفْتِيمِيَّة.